# Гюстав Флобер
Гюстав Флобер (на френски: Gustave Flaubert) е френски писател, един от водещите представители на литературния реализъм във Франция. Известен е най-вече с първия си публикуван роман, Мадам Бовари (1857), с кореспонденцията си и с грижливата си страст към своите стил и естетика. Прочутият писател на разкази Мопасан е протеже на Флобер.

## Биография

### Произход и образование
Флобер се ражда на 12 декември 1821 г. в Руан в департамент Сен Маритим в Горна Нормандия, Северна Франция. Втори син на Ан Жустин Каролин (рождено име Флерио; 1793 – 1872) и Ахил Клеофас Флобер (1784 – 1846), директор и старши хирург на главната болница в Руан. Започва да пише от ранна възраст, според някои източници – осемгодишен.
Получава образованието си в Lycée Pierre Corneille (гимназия „Пиер Корней“) в Руан, и се мести чак през 1840 г., когато заминава за Париж, за да учи право. В Париж той е среден студент и намира града за отблъскващ. Там си създава няколко запознанства, сред които с Виктор Юго. Към края на 1840 г. пътува за Пиренеите и Корсика. През 1846 г., след пристъп на епилепсия, напуска Париж и прекратява следването си.

### Личен живот
От 1846 до 1854 г. Флобер има връзка с поетесата Луиз Коле, писмата му до нея са запазени. След като напуска Париж, той се завръща в Кроасе, близо до Сена, близо до Руан и изживява живота си там. Прави редки пътувания до Париж и Англия, където очевидно има любовница. Флобер никога не се жени. Според биографа му Емил Фаге историята му с Луиз Коле е единствената му сериозна романтична връзка..
С дългогодишния си приятел Максим Дюкан пътува из Бретан през 1846 г. През 1849 – 50 г. заминава на дълго пътешествие до Близкия изток, посещавайки Гърция и Египет. В Бейрут се заразява от сифилис. Прекарва пет седмици в Константинопол през 1850 г. Посещава Картаген през 1858 г., за да направи проучвания за новия си роман „Саламбо“.
Флобер доста открито разказва за сексуалните си приключения с проститутки в записките за пътуванията си. Подозира, че шанкърът на пениса му е от маронитка или от туркиня. Участва и в сношение с мъжки проститутки в Бейрут и Египет; в едно от писмата си разказва за „млад разбойник, покрит с белези от шарка, носещ бял тюрбан“.
Флобер работи неуморно и често се оплаква в писмата си до приятели от изморителното естество на работата си. Близък е с племенницата си Каролин Команвил и поддържа близки отношения и кореспонденция с Жорж Санд. От време на време посещава парижките си познати, включително Емил Зола, Алфонс Доде, Иван Тургенев и Едмон и Жул дьо Гонкур.
Седемдесетте години на XIX век са труден период за Флобер. Пруски войници окупират къщата му през Френско-пруската война (1870), а майка му почива през 1872 г. След смъртта ѝ изпада във финансови затруднения вследствие на професионални провали от страната на съпруга на племенницата си.
Флобер страда от венерически болести през по-голямата част от живота си. Здравето му се влошава и той умира в Кроасе от мозъчен кръвоизлив на 8 май 1880 г. на възраст 58 години. Погребан е в семейната гробница в гробището на Руан. Негов паметник от Анри Шапю е поставен в музея на Руан.

### Писателска кариера
Първата му цялостна творба е Ноември, повест, която е завършена през 1842 г.
През септември 1849 г. Флобер завършва първата версия на романа си Изкушението на свети Антоний. Прочита романа на глас на Луи Буйе и Максим Дюкан в рамките на четири дена, като не им позволява да прекъсват или да дават мнение. След прочита неговите приятели му казват да хвърли ръкописа в огъня, предлагайки вместо това да се съсредоточи върху всекидневния живот вместо върху фантастични теми.
През 1850 г., след като се завръща от Египет, Флобер започва работа по „Мадам Бовари“. Романът, който отнема пет години за написването си, е издаден на части в Revue de Paris през 1856 г. Правителството завежда дело срещу издателя и автора по обвинения в неморалност, което е изслушано през следващата година, но и двамата са оправдани. Когато „Мадам Бовари“ се появява под формата на книга, е топло посрещната.
През 1858 г., Флобер пътува до Картаген, за да събере материал за следващия си роман, Саламбо. Романът е завършен през 1862 след четиригодишен труд.
Черпейки от младостта си, Флобер пише след това Възпитание на чувствата, усилие, отнело му седем години. Това е последният му завършен роман, публикуван през 1869 г.
Пише неуспешната драма „Кандидат“ и публикува преработена версия на Изкушението на свети Антоний, части от която виждат бял свят още през 1857 г. Посвещава много от времето си на растящия проект Les Deux Cloportes (Двете мокрици), който по-късно се превръща в Бувар и Пекюше, като се откъсва от маниашкия проект, само за да напише Три разказа през 1877 г. Тази книга съдържа три истории: Un Cœur simple (Обикновено сърце), La Légende de Saint-Julien l'Hospitalier (Легенда за свети Юлиан Гостоприемец) и Hérodias (Иродиада). След публикацията на разказите прекарва остатъка от живота си, гаснейки над недовършения Бувар и Пекюше, който е отпечатан посмъртно през 1881 г. Той е великолепна сатира върху повърхността на човешкото знание и въздесъщността на посредствеността. Той смята тази си работа за своя шедьовър, въпреки че посмъртната версия получава равнодушни рецензии. Флобер е плодовит писател и писмата му са събрани в няколко издания.
С наближаването на смъртта си може да е работел върху още по-отдавнашен исторически роман, основан на Битката при Термопилите.
Преживява обществените проблеми на Юлската монархия и бурните години преди революцията от 1848 г. Баща му купува малко имение в Кроасе на река Сена, където писателят се установява с майка си и своята племенница.
Той е представител на литературното направление критически реализъм. Освен това е написал новелите „Чисто сърце“, „Легенда за свети Юлиан Гостоприемец“, „Иродиада“. Смъртта в 1880 г. го заварва пред нови планове – замисля исторически роман.

## Стилът на перфекциониста
Флобер избягва отлично неточното, абстрактно, неопределено и неподходящо изразяване и съзнателно се въздържа от клишета. В писмо до Жорж Санд казва, че прекарва времето си, „опитвайки да напише мелодични изречения, избягвайки съзвучия.“
Флобер вярва в принципа на намирането на „le mot juste“ („правилната дума“) и целенасочено си служи с него, като изхожда от идеята, че този принцип е ключов за постигането на качество в литературното изкуство. Следвайки го, на Флобер се налага да работи до изтощение, и то нерядко в потискаща самота. Известни са случаи, в които, когато е бил неудовлетворен от постигнатото, му е отнемало по една седмица, за да завърши една-единствена страница. В кореспонденцията си той описва това, като обяснява, че правилната проза всъщност не произтича спонтанно от него и че стилът му е постигнат по-скоро с много труд и редакции на написаното.
Този педантичен стил на писане става очевиден, когато се сравни написаното от Флобер през целия му живот с написаното от равните нему (например Балзак или Зола). Флобер публикува много по-малко, отколкото е тогавашната норма, и никога не успява да стигне ритъма по роман на година, който негови колеги често постигат през своите активни години. Уолтър Пейтър нарича Флобер „мъченик на стила“.

### Основни творби
- „Сън за Ада“ (1837)
- „Мемоари на един луд“ (1838)
- „Мадам Бовари“ (1857), роман
- „Саламбо“ (1862), роман
- „Възпитание на чувствата“ (1869), роман
- „Кандидат“ (1874), драматическа творба
- „Изкушението на свети Антоний“ (1874), романтична драма
- „Три новели“ (1877)
- „Замъкът на сърцата“ (1880), драматическа творба
- „Бувар и Пекюше“ (1881), недовършен роман
- „Речник на готовите истини“ (1911)
- „Спомени, бележки и интимни мисли“ (1965)

### Кореспонденция на английски
- Избрано:
  - Selected Letters (ed. Francis Steegmuller, 1953, 2001)
  - Selected Letters (ed. Geoffrey Wall, 1997)
- Flaubert in Egypt: A Sensibility on Tour (1972)
- Flaubert and Turgenev, a Friendship in Letters: The Complete Correspondence (ed. Barbara Beaumont, 1985)
- Кореспонденция с Жорж Санд:
  - The George Sand–Gustave Flaubert Letters, преведена от Aimée G. Leffingwel McKenzie (A. L. McKensie), представена от Stuart Sherman (1921), налична в сайта Gutenberg като текст под N° 5115
  - Flaubert–Sand: The Correspondence (1993)

### Български издания
- Избрани творби в четири тома. София: Народна култура, 1984 – 1985.
  - Том I – Мадам Бовари (превел от френски Константин Константинов), 420 стр.
  - Том II – Възпитание на чувствата; Три новели (превела от френски Пенка Пройкова), 571 стр.
  - Том III – Саламбо; Изкушението на Свети Антоний, 500 стр.
  - Том IV – Бувар и Пекюше; Речник на готовите истини; Писма, 558 стр.

## Адаптации
- Операта Иродиада, по повестта на Флобер Иродиада
- Операта Мадам Бовари от Емануел Бондевил, по романа на Флобер
- Недовършената опера Саламбо от Модест Мусоргски, оркестрирана от Золтан Песко, по романа на Флобер
- „Легенда за свети Юлиан Гостоприемец“, драматическа легенда в три акта и седем сцени, от Камий Ерланже (1888)

## Екранизации
- Саламбо (Salammbô), (реж. Пиер Мародон), Франция, 1925.
- Мадам Бовари (Madame Bovary), (реж. Жан Реноар), Франция, 1933.
- Мадам Бовари (Madame Bovary), (реж. Герхарт Лампрехт), Германия, 1937.
- Мадам Бовари (Madame Bovary), (реж. Карлос Шлипер), Аржентина, 1947.
- Мадам Бовари (Madame Bovary), (реж. Винсънт Минели), САЩ, 1949.
- Саламбо (Salammbô), (реж. Серджо Грико), Франция-Италия, 1960.
- Мадам Бовари (Madame Bovary), (реж. Ханс Шот-Шобингер), Италия-ФРГ, 1969.
- Възпитание на чувствата (реж. Марсел Кравен), Франция, 1973.
- Спаси и съхрани (Спаси и сохрани) (реж. Александър Сокуров), СССР, 1989, (по мотиви от романа „Мадам Бовари“)
- Мадам Бовари (Madame Bovary), (реж. Клод Шаброл), Франция, 1991.
- Госпожа Майя (Maya Memsaab), (реж. Кетан Мехта), 1992, (по мотиви от романа „Мадам Бовари“)
- Мадам Бовари (Madame Bovary), (реж. Тим Фивел), Великобритания, 2000.
- Всички нощи (Toutes les nuits), (реж. Юджийн Грин), (по мотиви), 2001.
- Чисто сърце (Un coeur simple), (реж. Мериън Лейн), 2008.
- Мадам Бовари (Madame Bovary), (реж. Софи Барт), САЩ-Белгия-Германия, 2014.

## За него
- Brown, Frederick, Flaubert: a Biography, Little, Brown; 2006. ISBN 0-316-11878-8
- Hennequin, Émile, Quelques écrivains français Flaubert, Zola, Hugo, Goncourt, Huysmans, etc., налична в сайта Gutenberg като текст под N° 12289
- Barnes, Julian, Flaubert's Parrot, London: J. Cape; 1984 ISBN 0-330-28976-4
- Steegmuller, Francis, Flaubert and Madame Bovary: a Double Portrait, New York: Viking Press; 1939.
- Tooke, Adrianne, Flaubert and the Pictorial Arts: from image to text, Oxford University Press; 2000. ISBN 0-19-815918-8
- Wall, Geoffrey, Flaubert: a Life, Faber and Faber; 2001. ISBN 0-571-21239-5
- Various authors, The Public vs. M. Gustave Flaubert, available at the Gutenberg website as E-text N° 10666.
- Sartre, Jean-Paul. The Family Idiot: Gustave Flaubert, 1821 – 1857, Томове 1 – 5. University of Chicago Press, 1987.
- Patton, Susannah, A Journey into Flaubert's Normandy, Roaring Forties Press, 2007. ISBN 0-9766706-8-2